# Stohastički proces
U teoriji verovatnoće i srodnim poljima, stohastički ili slučajni proces je matematički objekat koji je obično definisan kao familija slučajnih promenljivih. Istorijski, randomne promenljive su bile povezane ili indeksirane nizom brojeva, koji se obično posmatraju kao tačke u vremenu, dajući interpretaciju stohastičkog procesa koji predstavlja numeričke vrednosti nekog sistema koji se slučajno menja tokom vremena, kao što je rast bakterijske populacije, fluktuiranje električne struje zbog toplotnog šuma, ili kretanje molekula gasa. Stohastički procesi nalaze široku primenu u matematičkim modelima sistema i fenomena koji nasumično variraju. Oni se primenjuju u mnogim disciplinama uključujući nauke kao što su biologija, hemija, ekologija, neuronauka, i fizika kao i u tehnološkim i inženjerskim poljima kao štu su obrada snimaka, obrada signala, teorija informacije, informatika, kriptografija and telekomunikacije. Osim toga, naizgled nasumične promene na finansijskim tržištima su motivisale ekstenzivnu upotrebu stohastičkih procesa u finansijama.
Primena i studiranje fenomena su inspirisali predloge za nove stohastičke procese. Primeri takvih stohastičkih procesa obuhvataju Vinerov prices ili Braunovo kretanje, koji je Luj Bašel koristio da izučava promene cena na Pariskoj berzi, i Puasonov proces koji je koristio A. K. Erlang da studira broj telefonskih poziva koji se javlja u izvesnim vremenskim periodima. Ova dva stohastička procesa se smatraju najvažnijim i centralnim u teoriji stohastičkih procesa, i otkriveni su nezavisno, više puta, pre i posle Bašela i Erlanga, u različitim okruženjima i zemljama.
Termin slučajna funkcija se isto tako koristi za označavanje stohastičkog ili slučajnog procesa, zato što se stohastički proces može interpretirati i kao slučajni element u funkcijskom prostoru. Termini stohastički proces i slučajni proces se sinonimno koriste, često bez specifičnog matematičkog prostora za set koji indeksira slučajne varijable. Ova dva termina se isto tako koriste kad su randomne promenljive indeksirane celim brojevima ili intervalima realne linije. Ako su randomne promenljive indeksirane Kartezijanskom ravni ili nekim od Euklidovih prostora viših dimenzija, onda se kolekcija randomnih promenljivih obično naziva randomno polje. Vrednosti stohastičkih procesa nisu uvek brojevi i mogu da budu vektori ili drugi matematički objekti.
Na osnovu njihovih matematičkih svojstava, stohastički procesi se mogu podeliti u različite kategorije, koje uključuju slučajne šetnje, martingale, Markove procese, Levijeve procese, Gausovske procese, randomna polja, obnovljive procese, i procese grananja. Izučavanje stohastičkih procesa koristi matematičko znanje i tehnike iz oblasti verovatnoće, infinitezimalnog računa, linearne algebre, teorije skupova, i topologije kao i grane matematičke analize kao što su realna analiza, teorija mera, Furijeva analiza, i funkcionalna analiza. Teorija stohastičkih procesa se smatra važnim doprinosm matematici i ona je i dalje aktivna tema istraživanja u pogledu teorije i primene.

## Napomene
1. ↑  Termin Braunovo kretanje se može odnositi na fizički proces, takođe poznat kao Brownian pomeranje, i stohastički proces koji je matematički objekat, ali da bi se izbegla zabuna ovaj članak koristi termine proces Braunovog kretanja ili Vinerov proces za kasniji pojam što je po stilu slično sa na primer, Gihman i Skorohodovoj[19] ili Rosenblatovoj upotrebi termina.[20]

## Literatura
- J. Michael Steele (6. 12. 2012). Stochastic Calculus and Financial Applications. Springer Science & Business Media. стр. 29. ISBN 978-1-4684-9305-4.
- L. C. G. Rogers; Williams, David (2000). Diffusions, Markov Processes, and Martingales: Volume 1, Foundations. Cambridge University Press. стр. 1. ISBN 978-1-107-71749-7.
- Applebaum, David (2004). „Lévy processes: From probability to finance and quantum groups”. Notices of the AMS. 51 (11): 1336—1347.
- Cramer, Harald (1976). „Half a Century with Probability Theory: Some Personal Recollections”. The Annals of Probability. 4 (4): 509—546. ISSN 0091-1798. doi:10.1214/aop/1176996025.
- Guttorp, Peter; Thorarinsdottir, Thordis L. (2012). „What Happened to Discrete Chaos, the Quenouille Process, and the Sharp Markov Property? Some History of Stochastic Point Processes”. International Statistical Review. 80 (2): 253—268. ISSN 0306-7734. doi:10.1111/j.1751-5823.2012.00181.x.
- Jarrow, Robert; Protter, Philip (2004). „A short history of stochastic integration and mathematical finance: the early years, 1880–1970”. A Festschrift for Herman Rubin. Institute of Mathematical Statistics Lecture Notes - Monograph Series. стр. 75-91. ISBN 978-0-940600-61-4. ISSN 0749-2170. doi:10.1214/lnms/1196285381.
- Meyer, Paul-André (2009). „Stochastic Processes from 1950 to the Present”. Electronic Journal for History of Probability and Statistics. 5 (1): 1—42.
- Adler, Robert J. Geometry of Random Fields (28. 1. 2010). The. SIAM. ISBN 978-0-89871-693-1.
- Adler, Robert J. E. Taylor; Jonathan (29. 1. 2009). Random Fields and Geometry. Springer Science & Business Media. ISBN 978-0-387-48116-6.
- Brémaud, Pierre (9. 3. 2013). Markov Chains: Gibbs Fields, Monte Carlo Simulation, and Queues. Springer Science & Business Media. ISBN 978-1-4757-3124-8.
- Doob, Joseph L. (1990). Stochastic processes. Wiley.
- Hald, Anders (25. 2. 2005). A History of Probability and Statistics and Their Applications before 1750. John Wiley & Sons. ISBN 978-0-471-72517-6.
- Gardiner, Crispin (19. 10. 2010). Stochastic Methods. Springer. ISBN 978-3-540-70712-7.
- Gikhman, Iosif I.; Anatoly Vladimirovich Skorokhod (1996). Introduction to the Theory of Random Processes. Courier Corporation. ISBN 978-0-486-69387-3.
- Parzen, Emanuel (17. 6. 2015). Stochastic Processes. Courier Dover Publications. ISBN 978-0-486-79688-8.
- Rosenblatt, Murray (1962). Random Processes. Oxford University Press.